# William Worcester

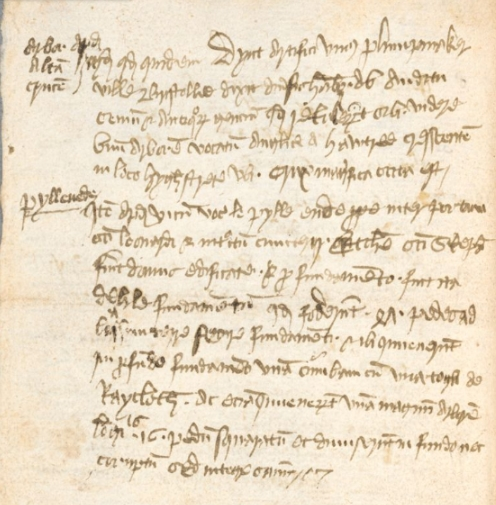
Seite aus dem Itinerarium

William Worcester (auch William of Worcester, * um 1415 in Bristol; † um 1482) war ein englischer Reiseschriftsteller und Antiquar in der Spätphase des Hundertjährigen Krieges (1337–1453).

## Leben
William Worcester war der Sohn eines Weißgerbers. Er studierte in Oxford und wurde Sekretär von John Fastolf, einem Ritter und Heerführer im Hundertjährigen Krieg. Nach dem Tod seines Arbeitgebers (1459) unternahm er mehrere Reisen durch den Süden Englands, deren Eindrücke er schriftlich festhielt und die – nach der Wiederentdeckung der Handschriften im frühen 19. Jahrhundert – zu einer wichtigen Quelle für die englische Geschichtsschreibung des Spätmittelalters wurden; sie sind als Itinerarium oder itinerary bekannt. In einem weiteren Werk, dem Boke of Noblesse („Buch des Adels“), setzte er sich mit der Endphase des Hundertjährigen Krieges auseinander und befürwortete die Ansprüche des englischen Königs Eduard IV. auf den französischen Thron.